# Emerson Rodríguez (piłkarz)
Emerson Rivaldo Rodríguez Valois (ur. 25 sierpnia 2000 w Buenaventurze) – kolumbijski piłkarz występujący na pozycji prawego skrzydłowego, od 2024 roku zawodnik Millonarios.